# 587-es busz
Az 587-es busz a budapesti agglomerációban közlekedő helyközi járat, Monor és Csévharaszt között közlekedik. 2016. október 2-áig 2243-as jelzéssel közlekedett.

## Megállóhelyei
| 0  | Monor, autóbusz-állomás* végállomás      | 18 | 504, 505, 513, 514, 515, 516, 517, 518, 580, 585, 586, 595                     |
| ∫  | Monor, Vigadó*                           | 17 | 504, 505, 513, 514, 515, 516, 517, 518, 580, 585, 586, 595                     |
| 1  | Monor, orvosi rendelő*                   | 16 | 513, 514, 515, 516, 517, 518, 580, 585, 586, 595                               |
| 2  | Monor, vasútállomás bejárati út*         | 15 | 513, 514, 515, 516, 517, 518, 580, 585, 586, 595                               |
| 3  | Monor, vasútállomás végállomás           | 14 | 513, 514, 515, 516, 517, 518, 585, 586, 595 S50 G50 Z50 sebesvonat, gyorsvonat |
| 6  | Monor, Móricz Zsigmond utca              | 12 | 595                                                                            |
| 7  | Monor, műút                              | 11 | 595                                                                            |
| 9  | Monor, Haleszi út                        | 9  | 586                                                                            |
| 11 | Monor, Hegyessy-tanyák                   | 7  | 586                                                                            |
| 13 | Csévharaszt, Csillag sarok               | 5  | 585, 586                                                                       |
| 14 | Csévharaszt, községháza                  | 4  | 585, 586                                                                       |
| 15 | Csévharaszt, harangláb                   | 3  | 585, 586                                                                       |
| 16 | Csévharaszt, Petőfi Sándor utca          | 2  | 585, 586                                                                       |
| 17 | Csévharaszt, Petőfi Sándor utca 56.      | 1  | 585, 586                                                                       |
| 18 | Csévharaszt, autóbusz-forduló végállomás | 0  | 585, 586                                                                       |

*Ezeket a megállókat csak néhány menet érinti.